# فالنتاين (دبابة)
دبابة فالنتاين (بالإنجليزيّة: Valentine tank) كانت دبابة مشاة أُنتجت في المملكة المتحدة خلال الحرب العالمية الثانية. تم إنتاج أكثر من 8000 من هذا النوع بأحد عشر علامة، بالإضافة إلى العديد من الأنواع المُعدَّلة، وهو ما يمثل ما يقرب من ربع إنتاج الدبابات البريطانيّة في زمن الحرب. تم تصنيعها بموجب ترخيص في كندا، وتم توفيرها بأعداد كبيرة للاتحاد السوفيتي.

## مراجع

تطور دبابة فالنتاين بأنواعها الإحدى عشر.

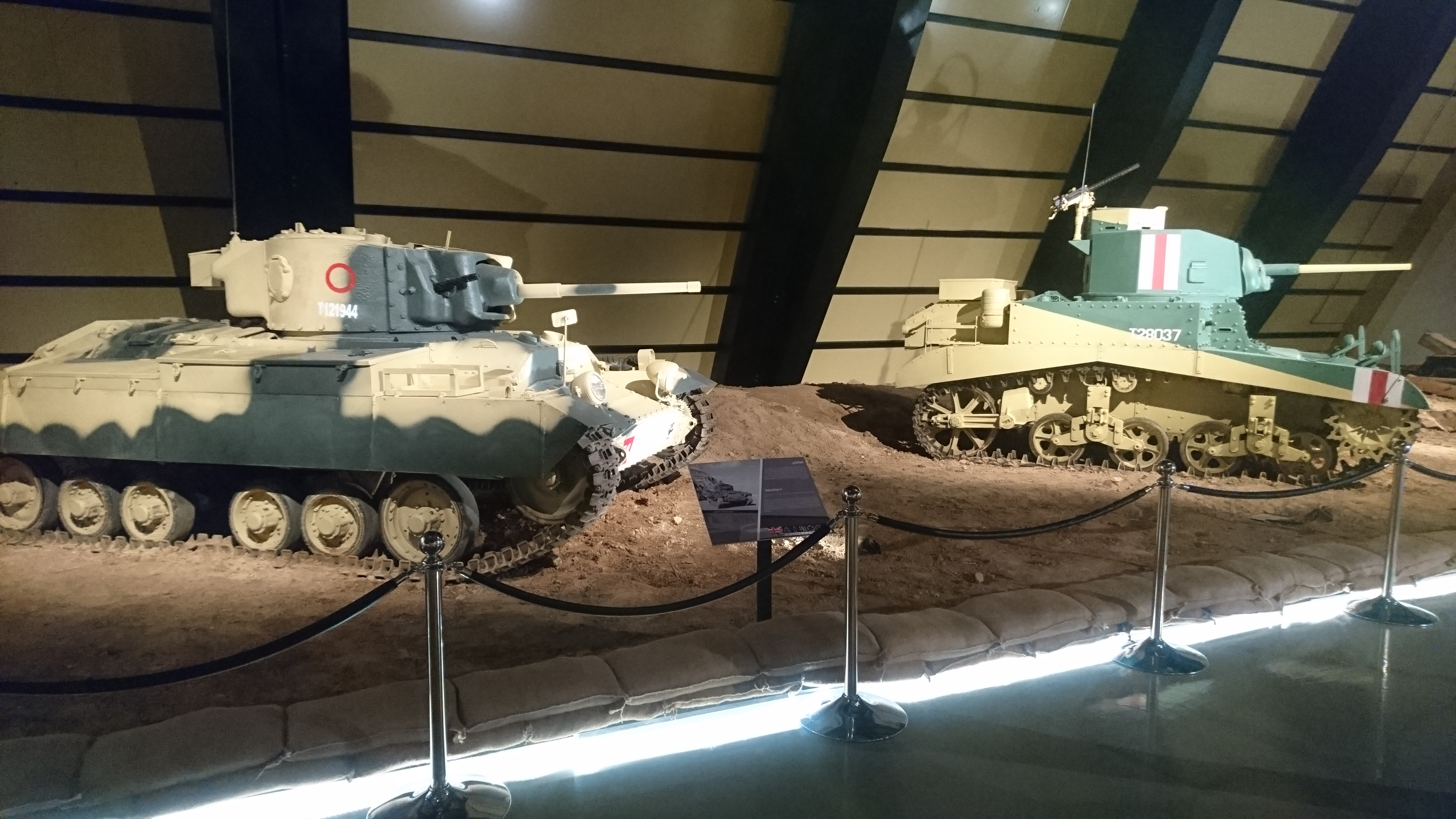
دبابة فالنتاين (يسار) معروضة في متحف الدبابات الملكي، عمّان.

## المشغلون
- الاتحاد السوفيتي [2]
- الأردن [3]
- ألمانيا النازية [4]
- المملكة المتحدة
- إيران
- بولندا
- البرتغال
- تركيا [5]
- تشيكوسلوفاكيا
- رومانيا
- كندا
- مصر [6]
- نيوزيلندا

## صور

فالنتاين II
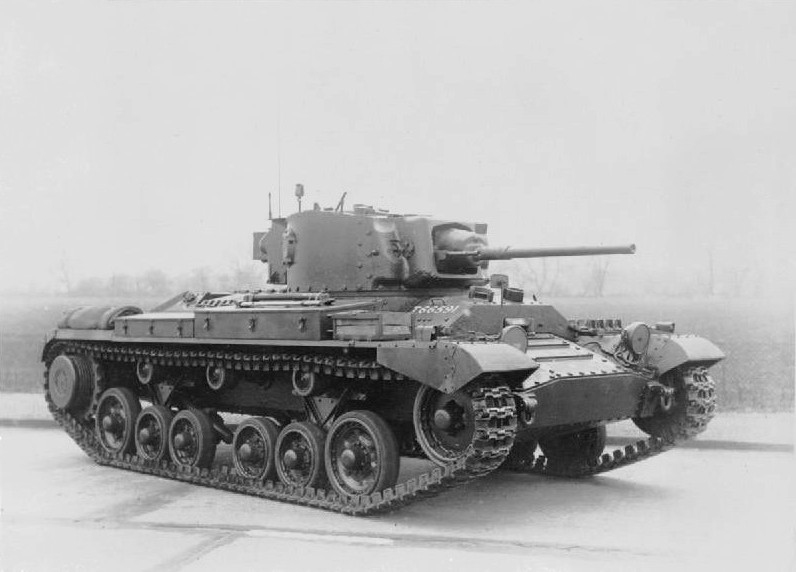
فالنتاين III
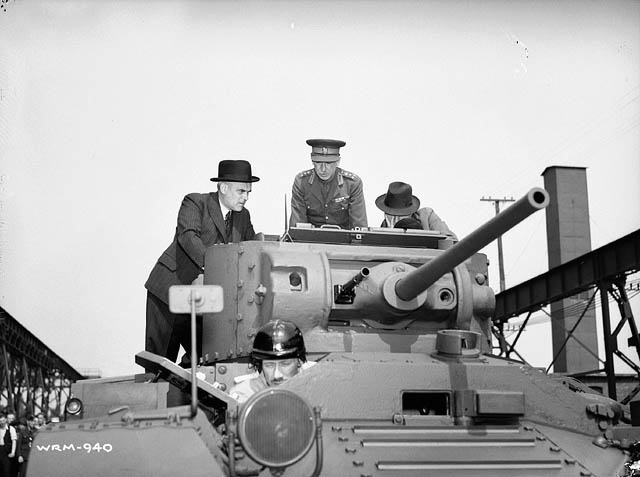
فالنتاين VI
فالنتاين IX
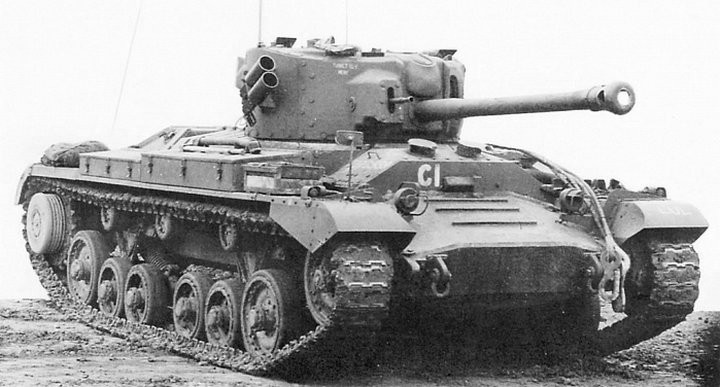
فالنتاين XI